# الحبيس (إب)

تعديل مصدري - تعديل

الحبيس محلة تابعة لقرية العارضة، التابعة لعزلة حرد بمديرية إب إحدى مديريات محافظة إب في الجمهورية اليمنية.، بلغ تعداد سكانها 31 حسب تعداد اليمن لعام 2004.